# Canyon Mine
Canyon Mine – święte miejsce Indian Ameryki Północnej, kanion na terenie obszaru chronionego Kaibab National Forest w stanie Arizona. Dla Indian z pobliskiego plemienia Havasupai miejsce tradycyjnych pielgrzymek, modlitw, ceremonii, poszukiwania wizji i składania darów ofiarnych, wykorzystywane od czasów przed europejską kolonizacją Ameryki Północnej do dziś. Stopniowo niszczone przez wydobycie uranu za zgodą Federalnej Służby Leśnej (ang. U.S. Forest Service). Jedno z wielu odwiedzanych od wieków, a obecnie zagrożonych zniszczeniem i profanacją, świętych miejsc tubylczych ludów Ameryki.